# Aporrhaxis
L’aporrhaxis (en grec ancien ἀπόῤῥαξις / apórrhaxis) est un sport de balle pratiqué en Grèce antique pendant toute l'Antiquité. 
La meilleure description faite de l'aporraxis se trouve chez Julius Pollux, Grec d'Égypte du IIe siècle apr. J.-C. Ce sport se pratiquait avec une pila, petite balle faite de bandes de cuir enroulées. Il s'agissait de lancer la balle contre le sol, de la reprendre au vol puis de la relancer fortement au sol pour compter le nombre de rebonds.